# Peter Yorck von Wartenburg
Le comte Peter Yorck von Wartenburg, né le 13 novembre 1904 à Klein Œls près d'Ohlau (Silésie) et mort le 8 août 1944  à la prison de Plötzensee, est un juriste allemand engagé dans la résistance allemande au nazisme. Il est l’un des principaux instigateurs du complot du 20 juillet 1944. 

## Biographie

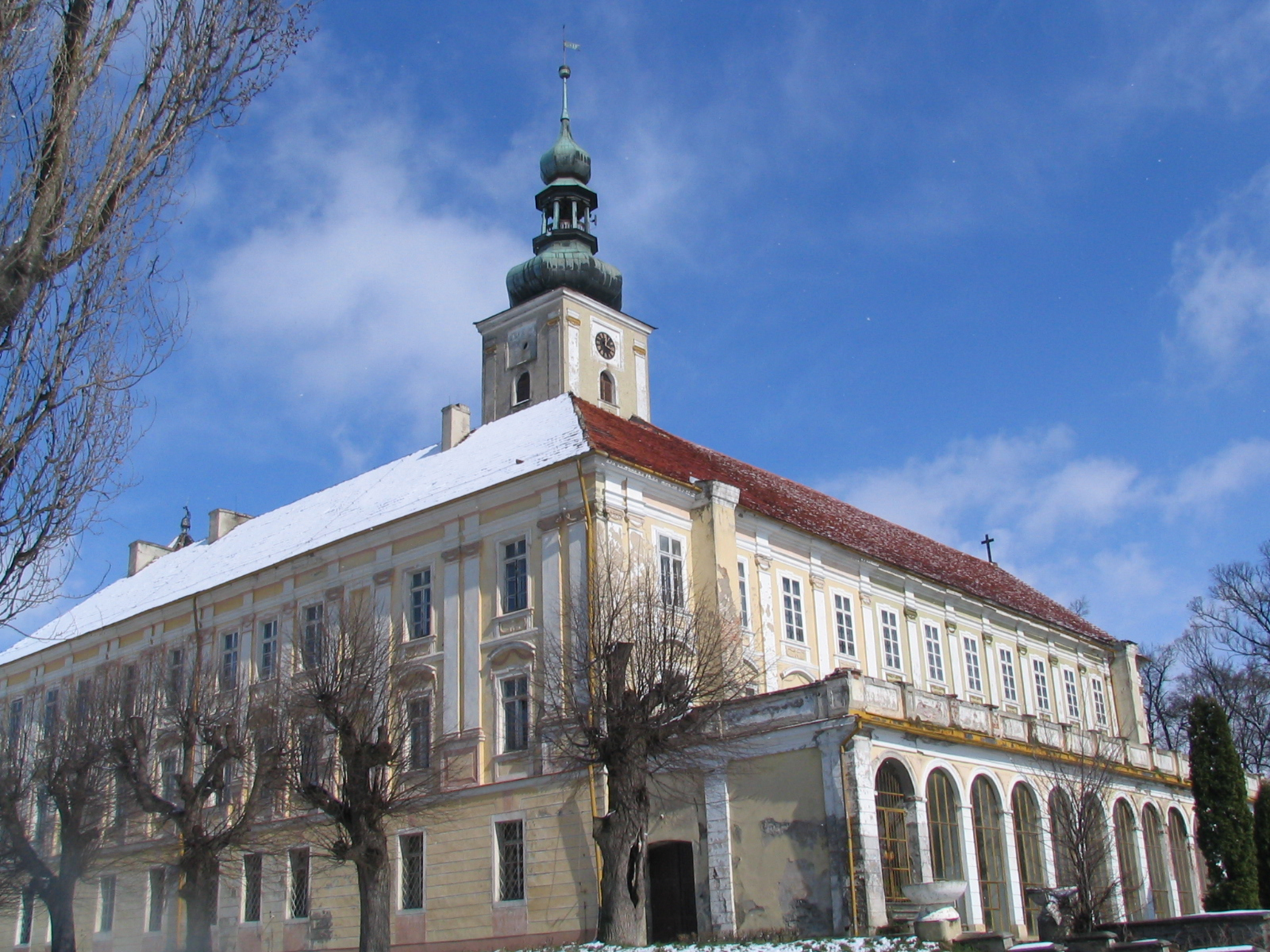
Château de Klein Œls.

Un membre de la noble famille Yorck von Wartenburg, descendants du héros de guerre prussien Ludwig Yorck von Wartenburg, il est né au manoir de Klein Œls en Basse-Silésie, fils du seigneur Heinrich Yorck von Wartenburg (1861-1923) et de son épouse Sophie née baronne de Berlichingen (1872-1945). Il a été élevé dans une famille influencée par le luthéranisme, l'humanisme et la tradition prussienne conservatrice.
Comme son frère aîné, Paul Yorck von Wartenburg, il a fréquenté l'école de l'abbaye de Roßleben, un lycée indépendant avec un internat intégré en Saxe, à partir de 1920. Là, il se lie d'amitié avec de nombreux futurs conjurés contre le nazisme, dont Ulrich Wilhelm Schwerin von Schwanenfeld et Albrecht von Kessel. Il entre durant ses études dans la fraternité étudiante des « Prussiens de Bonn » (Corps Borussia Bonn, groupe formé d'étudiants et anciens étudiants de l'université de Bonn, surtout cooptés parmi les membres de l'aristocratie d'origine prussienne). 
Il épouse Marion Winter en 1930. Ils vivent d'abord à Breslau dans la propriété familiale des Yorck. En 1936, ils emménagent dans un appartement de la Hortensienstrasse à Berlin Lichterfelde.  A la mort du frère aîné de Peter Yorck en 1942, Marion Yorck gère le domaine et ce jusqu'à l'arrivée de l'Armée rouge en 1945. 
Proche d'Helmuth James von Moltke, il co-anime avec lui un groupe de résistants connu sous le nom de Cercle de Kreisau. À la différence de Moltke, il approuve l'idée d'un attentat contre Adolf Hitler.
Poursuivi par le régime nazi après l'attentat du 20 juillet 1944, il est emprisonné, jugé et condamné à mort. Pendant les interrogatoires, il déclare que ce sont « les mesures d’extermination contre les Juifs, qui outrepassaient le droit et la justice, [qui] l’avaient poussé à rompre avec le national-socialisme ».
Peter von Wartenburg est pendu le 8 août 1944 à la prison de Plötzensee.